# Midway (hrabstwo Seminole)
Midway – jednostka osadnicza w Stanach Zjednoczonych, w stanie Floryda, w hrabstwie Seminole.